# Truth in Numbers: Everything according to Wikipedia
Truth in Numbers: Everything according to Wikipedia que es deia originalment: Truth in Numbers: The Wikipedia Story (en català: La veritat a les xifres: tot segons la Viquipèdia) és una pel·lícula documental que tracta d'alguns aspectes de la història de la Viquipèdia. Fou presentada a Gdańsk durant la Wikimania 2010.

## Trama
La pel·lícula explora les capacitats humanes de comunicació i com aquestes s'han desenvolupat en el decurs dels anys. A més, examina en quina manera els mitjans de comunicació reben els esdeveniments quotidians i els comuniquen als usuaris. El documental descriu després com alguns grups de persones han reeixit a crear vastes xarxes de coneixement a la World Wide Web i com això repta contínuament els mitjans de comunicació tradicionals. Viquipèdia s'hi presenta com el millor exemple d'aquest fenomen relativament nou i com el primer lloc web capaç de focalitzar el vertader potencial d'Internet donant a tothom la possibilitat de col·laborar amb la creació del coneixement col·lectiu i que qualsevol persona amb un ordinador i connexió a Internet puga aprofitar-ho debades.